# 格拉瑟格拉特山
46°41′10″N 9°20′17″E / 46.6861°N 9.3381°E

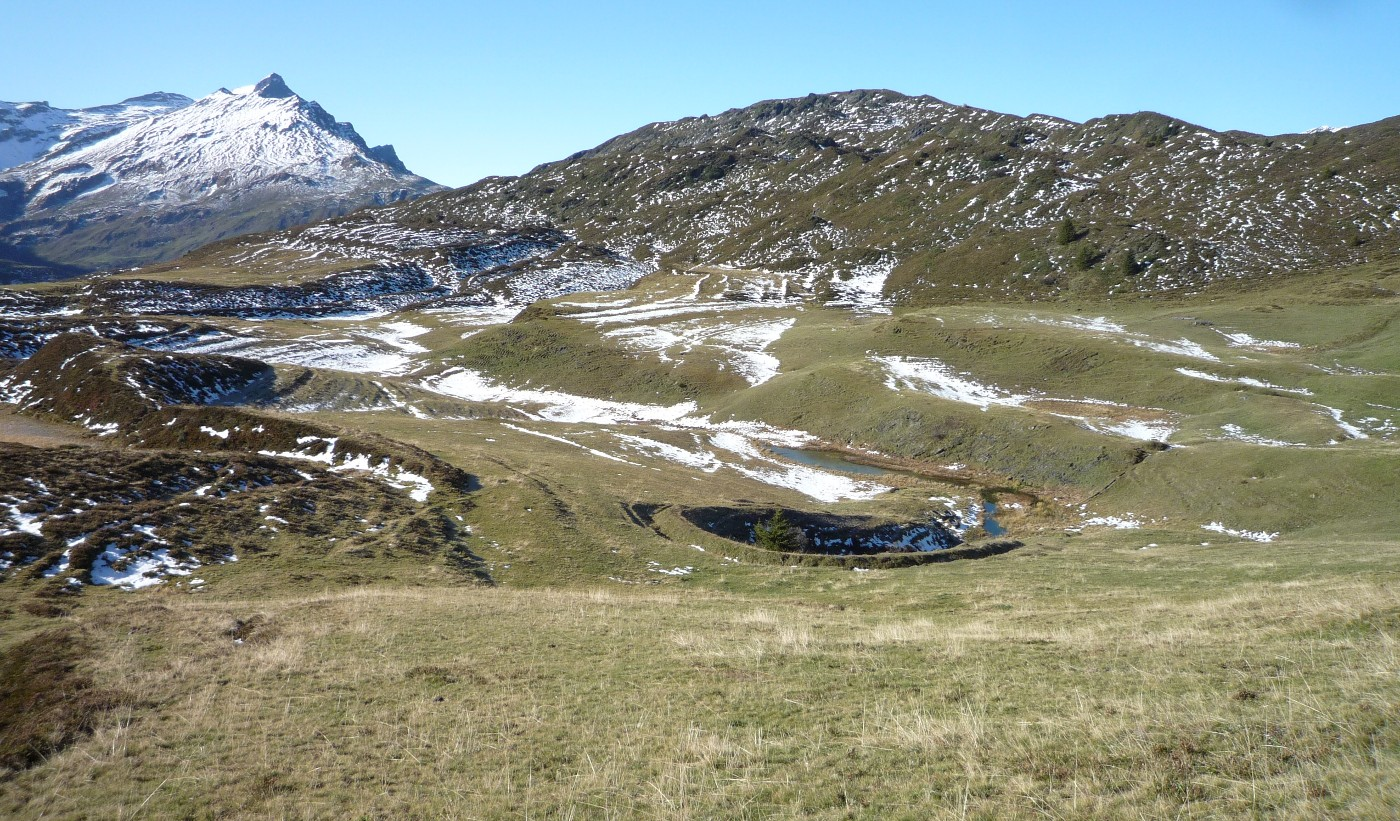

格拉瑟格拉特山（Glaser Grat），是瑞士的山峰，位於該國東南部，由格勞賓登州負責管轄，屬於阿爾布拉山脈的一部分，距離呂施格拉特山1.4公里，海拔高度2,124米，每年平均降雨量1,929毫米。